# Megachile navicularis
Megachile navicularis är en biart som beskrevs av Cockerell 1918. Megachile navicularis ingår i släktet tapetserarbin, och familjen buksamlarbin. Inga underarter finns listade i Catalogue of Life.